# Stazione di Sedico-Bribano
La stazione di Sedico-Bribano è una stazione ferroviaria posta sulla linea Calalzo-Padova, a servizio della cittadina di Sedico e della frazione di Bribano, presso la quale è ubicata.
È gestita da Rete Ferroviaria Italiana.

## Storia
La stazione di Sedico-Bribano fu aperta il 10 novembre 1886, assieme al tronco Cornuda-Belluno, prolungamento della strada ferrata che univa Treviso a Feltre.
Dal 1925 al 1955 fu affiancata dalla Stazione della Società Anonima Industriale Ferroviaria, SAIF, del Gruppo Montecatini, capolinea della linea per Agordo, che collegava le miniere dell'agordino al fondovalle.
Lo scalo merci della stazione è stato chiuso dopo la metà degli anni novanta con la cessazione del servizio di trasporto a carro. I prodotti oggetto di movimentazione a Sedico erano legname e caolino (per una industria ceramica del circondario).
Dal 2021 è presente al piano superiore una struttura ricettiva turistica, destinata all'ospitalità di lavoratori e turisti.

## Movimento
La stazione è servita da treni regionali svolti da Trenitalia nell'ambito del contratto di servizio stipulato con le regioni interessate.